# Dolichopus simius
Dolichopus simius är en tvåvingeart som beskrevs av Octave Parent 1927. Dolichopus simius ingår i släktet Dolichopus och familjen styltflugor. Inga underarter finns listade i Catalogue of Life.